# Olena Tokar
Olena Mykolajiwna Tokar (ukrainisch Олена Миколаївна Токар; * 21. Juni 1987 in Nowotoschkiwske, Oblast Luhansk, Ukrainische SSR) ist eine ukrainische Opernsängerin in der Stimmlage Sopran. Seit 2010 ist sie Ensemblemitglied der Oper Leipzig.

## Biografie

### Ausbildung
Olena Tokar studierte von 2002 bis 2006 Gesang am College für Kunst und Kultur in Luhansk (Ukraine), anschließend an der Nationalen Musikakademie der Ukraine Peter Tschaikowsky in Kiew in der Klasse von S. P. Busina und E. H. Kolosowa. Ab 2010 setzte sie ihr Studium an der Hochschule für Musik und Theater „Felix Mendelssohn Bartholdy“ Leipzig bei Regina Werner-Dietrich fort, zuletzt von 2013 bis zu ihrem Abschluss im Jahr 2017 in der Meisterklasse.
2011 nahm sie am Young Singer Project der Salzburger Festspiele teil. Meisterkurse bei Ileana Cotrubas, Christa Ludwig, Michael Schade und Alfred Brendel sowie Workshops mit Irwin Gage, Olaf Bär, Pjotr Beczala und Matthias Goerne rundeten ihre Ausbildung ab. Im Dezember 2013 wurde sie von Rolando Villazón bei Arte im Rahmen der Sendung Stars von morgen vorgestellt.

### Opernrollen und Engagements (Auswahl)
Seit der Spielzeit 2010/11 ist Olena Tokar Ensemblemitglied am Opernhaus Leipzig und stellte dort zahlreiche Rollen des lyrischen Sopranfachs dar.
| Debüt in | Rolle                         | Spielort                                                                          |
| -------- | ----------------------------- | --------------------------------------------------------------------------------- |
| 2010-03  | Antigona (Admeto)             | Oper Leipzig                                                                      |
| 2012-12  | Gretel (Hänsel und Gretel)    | Opernhaus Leipzig                                                                 |
| 2013-06  | Zemina (Die Feen)             | Bayreuther Festspiele, Konzertant                                                 |
| 2014-09  | Mariana (Das Liebesverbot)    | Oper Leipzig                                                                      |
| 2013-10  | Pamina (Die Zauberflöte)      | Oper Leipzig                                                                      |
| 2014-10  | Marguerite (Faust (Gounod))   | - Opernhaus Leipzig - Semperoper Dresden (April 2016) - Vilnius Opera (Okt. 2017) |
| 2015-05  | Norina (Don Pasquale)         | Oper Leipzig                                                                      |
| 2015-06  | Nedda (Pagliacci)             | Oper Leipzig                                                                      |
| 2015-08  | Mimì (La Bohème)              | - Verbier Festival - Opernhaus Leipzig (seit Dez. 2015)                           |
| 2015-10  | Nelly (Die Nachtschwalbe)     | Oper Leipzig                                                                      |
| 2016-06  | Zdenka (Arabella)             | Opernhaus Leipzig (Juni 2016)                                                     |
| 2016-10  | Liù (Turandot)                | Opernhaus Leipzig (Okt. 2016)                                                     |
| 2016-11  | Susanna (Le nozze di Figaro)  | Opernhaus Leipzig Bolzano Teatro Comunale (April 2017)                            |
| 2017-12  | Rusalka (Rusalka)             | Opernhaus Leipzig                                                                 |
| 2018-03  | Violetta Valéry (La Traviata) | - Trondheim - Opernhaus Leipzig (Jan. 2019)                                       |
| 2018-06  | Juliette (Roméo et Juliette)  | Grange Park Opera, West Horsley                                                   |
| 2018-11  | Fünfte Magd (Elektra)         | Opernhaus Leipzig                                                                 |
| 2018-11  | Micaëla (Carmen)              | Opernhaus Leipzig                                                                 |
| 2019-01  | Sophie (Der Rosenkavalier)    | Opernhaus Leipzig                                                                 |
| 2019-06  | Marie (Die Verkaufte Braut)   | Opernhaus Leipzig                                                                 |
| 2022-10  | Berthalda (Undine (Lortzing)) | Opernhaus Leipzig                                                                 |

## Preise und Auszeichnungen
- Grand Prix beim Internationalen Boris-Gmyria-Wettbewerb 2008
- Finalistin beim Internationalen Gesangswettbewerb Francisco Viñas in Barcelona (2011)
- 1. Preis beim Lortzing-Wettbewerb in Leipzig (2012)
- 1. Preis beim Internationalen Musikwettbewerb der ARD (2012)[16]
- Finalistin bei BBC Cardiff Singer of the World (2013)[17]
- Christine-Kühne-Preis der Festspiele Mecklenburg-Vorpommern (2016)[18]

## Diskografie
- Östliche Romanze – Liederabend. Konzert-Mitschnitt aus dem Bundesverwaltungsgericht Leipzig, mit Igor Gryshyn, Klavier. DVD, Hochschule für Musik und Theater „Felix Mendelssohn Bartholdy“ Leipzig, 2014.
- Richard Strauss: Feuersnot. Münchner Rundfunkorchester, Ulf Schirmer (Olena Tokar als Margret). 2 CDs, Classic Production Osnabrück, 2015.
- Gustav Mahler: Symphonie no 2 Résurrection. Orchestre National de Lille, Jean-Claude Casadesus (Olena Tokar als Sopransolistin). Evidence, 2015.
- Charmes – Lieder von Alma Mahler-Werfel, Clara Schumann, Pauline Viardot-Garcia, Vitezslava Kapralova. Mit Igor Gryshyn, Klavier. Orchid, 2020.
- Joachim Raff: Samson (Weltersteinspielung) mit Olena Tokar als Delilah, Chor der Bühnen Bern, Berner Symphonieorchester, Philippe Bach. 3 CDs, Schweizer Fonogramm, 2024.